# Certosa di Parma

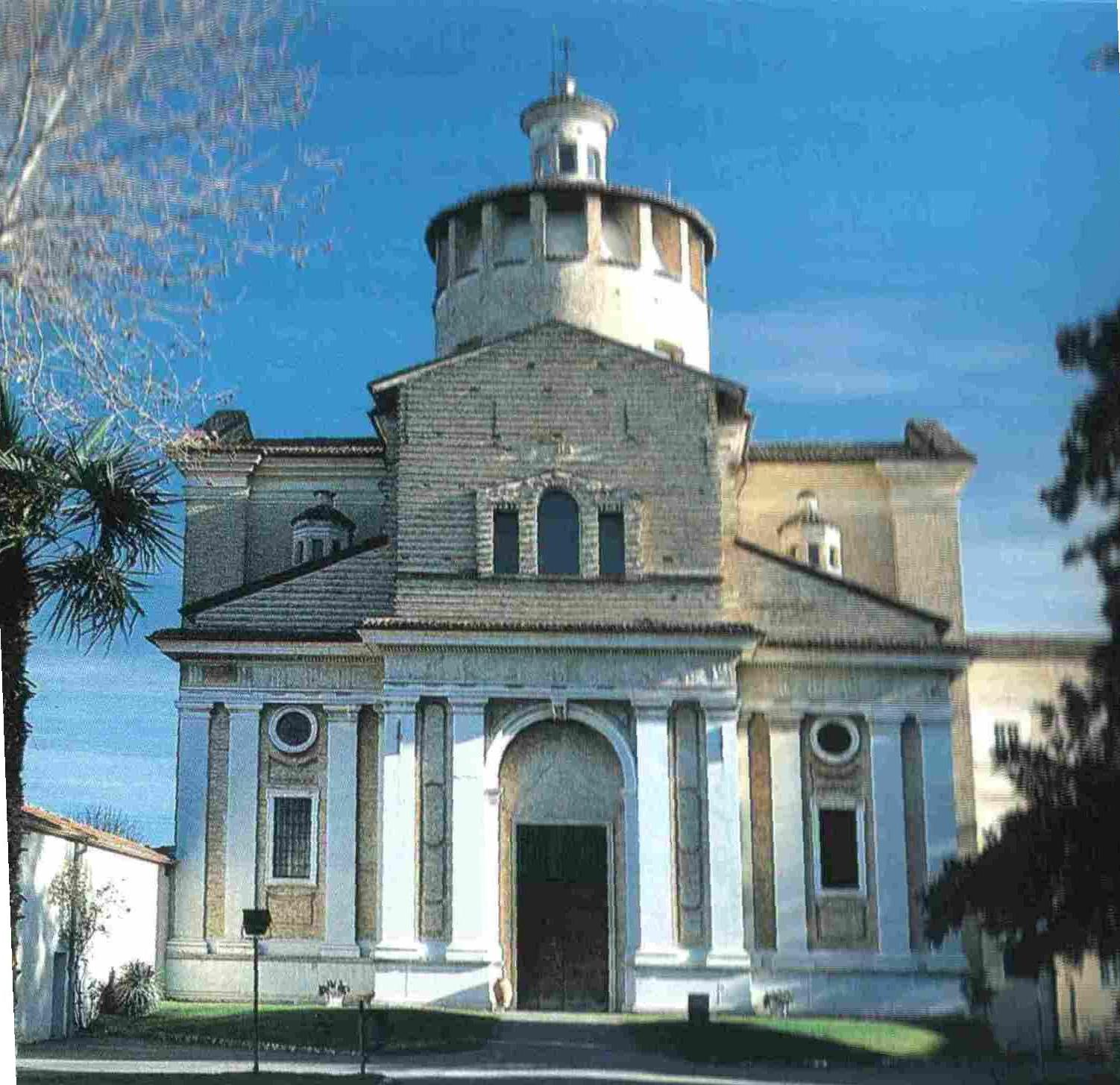
La facciata della chiesa

La certosa di Santa Maria de Schola Dei, meglio nota come certosa di Parma, è un complesso monumentale che si trova in strada della Certosa 20, nei pressi di via Mantova, alle porte di Parma. Fondata nel 1285 e soppressa nel 1769, fu sede di un monastero di certosini per quasi cinque secoli, ma rimangono poche tracce delle costruzioni duecentesche originarie, poiché i monaci stessi l'ampliarono, ricostruirono e ridecorarono pezzo a pezzo nei secoli seguenti.
Dopo la soppressione, il monastero è stato destinato ad usi secolari, subendo ulteriori ristrutturazioni. Dal 1975 è sede di una scuola della Polizia Penitenziaria, afferente al Ministero di Grazia e Giustizia, che ne cura la manutenzione e il restauro e vi ospita circa 200 corsisti. Le parti più monumentali sono visitabili.

## Storia
La certosa di Parma fu fondata e iniziata a edificare nella tarda estate del 1285, secondo il testamento dettato nel 1282 presso la curia papale dal prelato parmense Rolando Taverna (vescovo di Spoleto dal 1278 al 1285). Nel 1286 il capitolo generale dell'ordine certosino incorporò la nuova fondazione, conferendole il titolo di Sanctae Mariae de Schola Dei (titolo sempre mantenuto e documentato fino alla soppressione). Nel 1289 il vescovo di Parma, Obizzo Sanvitale, consacrò la chiesa e il cimitero conventuale.
Il complesso era in origine molto austero e assai meno imponente dell'attuale, ma già piuttosto ampio, incentrato su quattro poli: la corte d'ingresso, sulla quale prospettava la piccola chiesa ad aula con sagrestia, il chiostro piccolo, su cui affacciava la sala capitolare e plausibilmente altri ambienti cenobitici (come il refettorio, la biblioteca, l'infermeria), il chiostro grande con le celle dei monaci, infine la zona del dormitorio dei conversi e delle cosiddette "obbedienze" (cucina, dispensa, legnaia, forno). Tutto intorno, terreni a orto e frutteto e la cinta di clausura.
Nella prima metà del Quattrocento furono ricostruiti alcuni edifici cenobitici, fra cui il refettorio e il corridoio di collegamento fra la corte d'ingresso e il chiostro grande. Nell'ultimo ventennio del '400 e nei primi anni del '500 furono rifatti in forme rinascimentali i due chiostri, dei quali oggi è visitabile solo il maggiore.
Nel 1551 il colto cancelliere vescovile di Parma, Cristoforo della Torre, giudicava la Schola Dei il monastero più bello e ameno dell'intera diocesi, dopo quello benedettino di S. Giovanni Evangelista.
Ma nell'autunno di quel medesimo anno la certosa fu gravemente danneggiata e in parte demolita, durante l'assedio imperiale-pontificio posto alla città.
Dopo alcuni anni molto incerti, in cui si ebbero pochissimi lavori di restauro, solo dal 1562 iniziò la vera ricostruzione, con ampliamento e aumento del tenore monumentale del complesso. L'impresa poté dirsi conclusa solo un secolo dopo.
Tra il 1671 e il 1722, pur con prolungate interruzioni dei lavori, venne progettata e costruita l'attuale chiesa barocca, su disegni iniziali del cremonese Francesco Pescaroli, modificati in corso d'opera. L'antica chiesetta gotica finì separata in due parti: quella maggiore trasformata nel nuovo presbiterio absidato del grande tempio a croce greca, quella minore in nuova sagrestia alle spalle dell'abside.
L'edificio fu completamente decorato fra il 1699 e il 1721, in diverse campagne di lavori: la cupola maggiore e le volte della croce greca vennero affrescate da Alessandro Baratta nel 1699-1700, i quattro cupolini minori della croce greca da Ilario Spolverini e Pietro Righini nel 1711-12, le pareti e i pilastri della croce greca da Francesco Natali, suo figlio Gian Battista Natali e Pietro Righini nel 1720, il presbiterio con abside da Francesco Natali e Giacomo Antonio Boni nel 1721, le due cappelle sui fianchi del presbiterio da Giambattista Natali e Sebastiano Galeotti nel 1720-21. I pregevoli capitelli in stucco della croce greca furono eseguiti da Domenico Borra nel 1711, mentre quelli nel presbiterio furono eseguiti nel 1721 da suo figlio Antonio sulla falsariga.
Le attuali pale d'altare non sono quelle originarie: sono state portate qui da altre chiese, all'inizio del XX secolo. Solo alcune delle antiche pale d'altare della Schola Dei sono oggi superstiti e si trovano tutte nella Galleria Nazionale di Parma: 1) sui due altari minori della chiesetta gotica dovevano trovarsi i due altorilievi tardo-quattrocenteschi in marmo di Carrara con l'Adorazione dei Magi e la Fuga in Egitto, attribuiti a Giovanni Antonio Amadeo o, più plausibilmente, ad Antonio Tamagnino, insomma a uno dei capimaestri scultori della Certosa di Pavia; 2) sull'altare maggiore v'era la tela primo-cinquecentesca di Filippo Mazzola raffigurante La Sacra Conversazione della Beata Vergine e il Bimbo con San Girolamo e il Battista; 3) dopo la metà del Cinquecento prese il suo posto la grande pala dipinta su tavola da Girolamo Bedoli con l'Adorazione dei Magi, commissionatagli nel 1546.
Nel 1769 la certosa fu compresa nel decreto ducale di Ferdinando di Borbone, dettato dal suo primo ministro Guillaume Du Tillot, con il quale vennero soppressi 59 monasteri nei ducati di Parma e Piacenza. Il complesso fu secolarizzato ma la chiesa rimase aperta al culto.
Nel 1778 lo stesso duca ottenne da papa Pio VI la conferma apostolica della soppressione della ex-certosa e il trasferimento di tutti i suoi beni ai frati domenicani di Colorno.
Nel 1805, quando pure i frati colornesi furono soppressi dal regime napoleonico, la certosa di Sancta Maria de Schola Dei divenne la sede centrale della ducale Manifattura dei Tabacchi. La chiesa fu sconsacrata e adibita a deposito dei tabacchi. La parte del monastero prospettante sulla piazza d'ingresso fu drasticamente ristrutturata e più tardi dotata di una bella facciata neoclassica, progettata da Alessandro Abbati, su commissione della duchessa Maria Luigia d'Austria.
Lo stabilimento fu chiuso nel 1891 e, dopo ulteriori ingenti ristrutturazioni, che questa volta comportarono pure la distruzione di tutte le celle del lato sud del chiostro grande e di metà del lato nord, nel 1900 l'antico monastero venne trasformato in un riformatorio intitolato a Raffaele Lambruschini, l'unico riformatorio dell'Emilia-Romagna. La chiesa fu riaperta al culto, come oratorio del riformatorio. I giovani ospiti della struttura erano piccoli delinquenti o ragazzi con situazioni familiari complicate, che venivano educati alle professioni per essere reinseriti nella società.
Dal dicembre del 1975 al suo interno, nella "Scuola di Dio", ha sede la Scuola di Formazione e Aggiornamento della Polizia Penitenziaria.
Il complesso comprende, oltre alla sede della polizia penitenziaria, la chiesa barocca, la sagrestia nuova, accessibile dall'abside della chiesa, con affreschi primo-seicenteschi sulla volta e primo-settecenteschi sulle pareti, la sagrestia vecchia, d'età gotica con affreschi tardo-quattrocenteschi, il chiostro maggiore e quello minore (entrambi del XV secolo), il refettorio (del XV secolo), oggi utilizzato come salone ricreativo della Scuola per Polizia penitenziaria.
Le aree monumentali del complesso sono visitabili.

## Galleria d'immagini

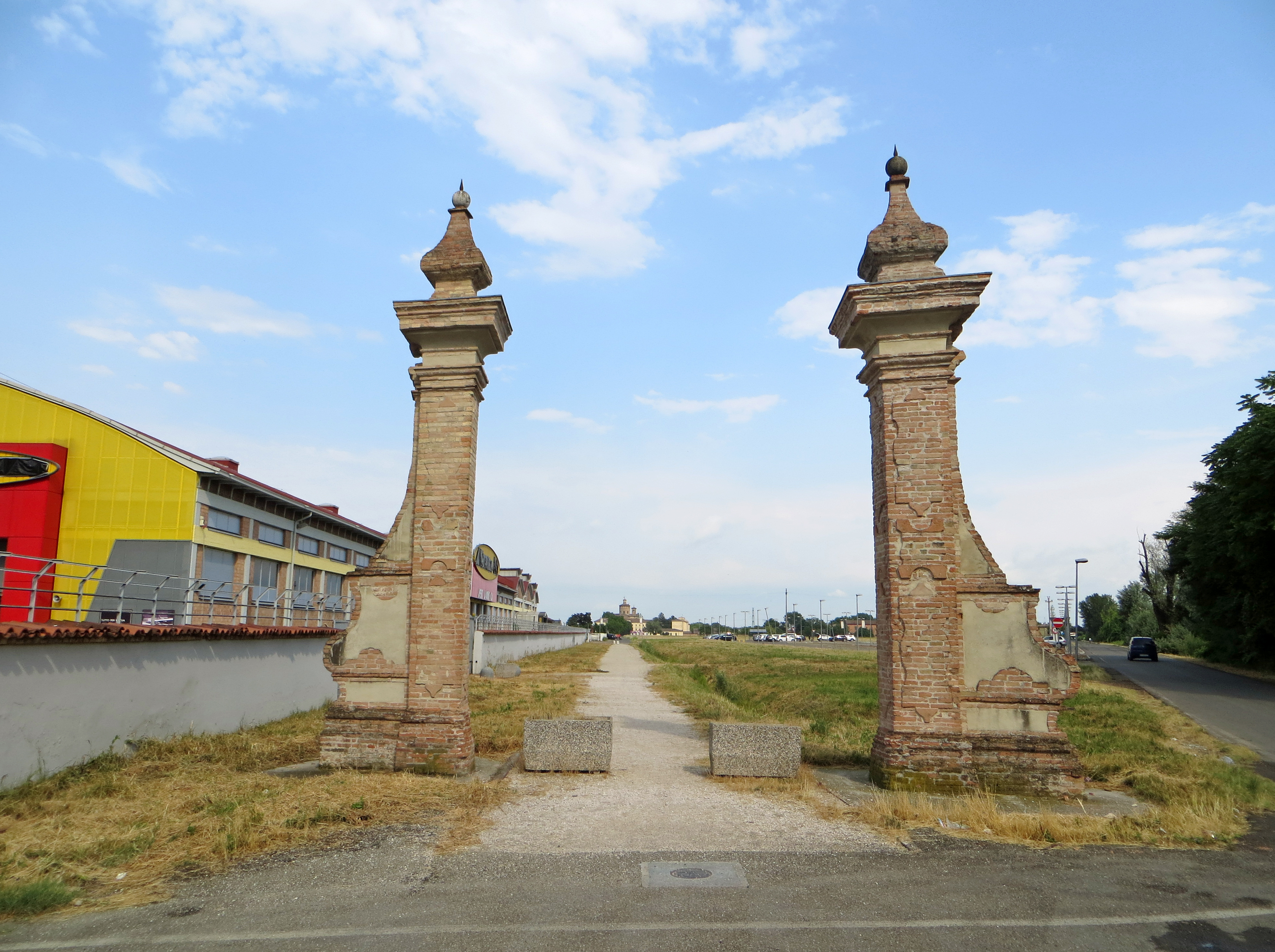
Viale d'ingresso
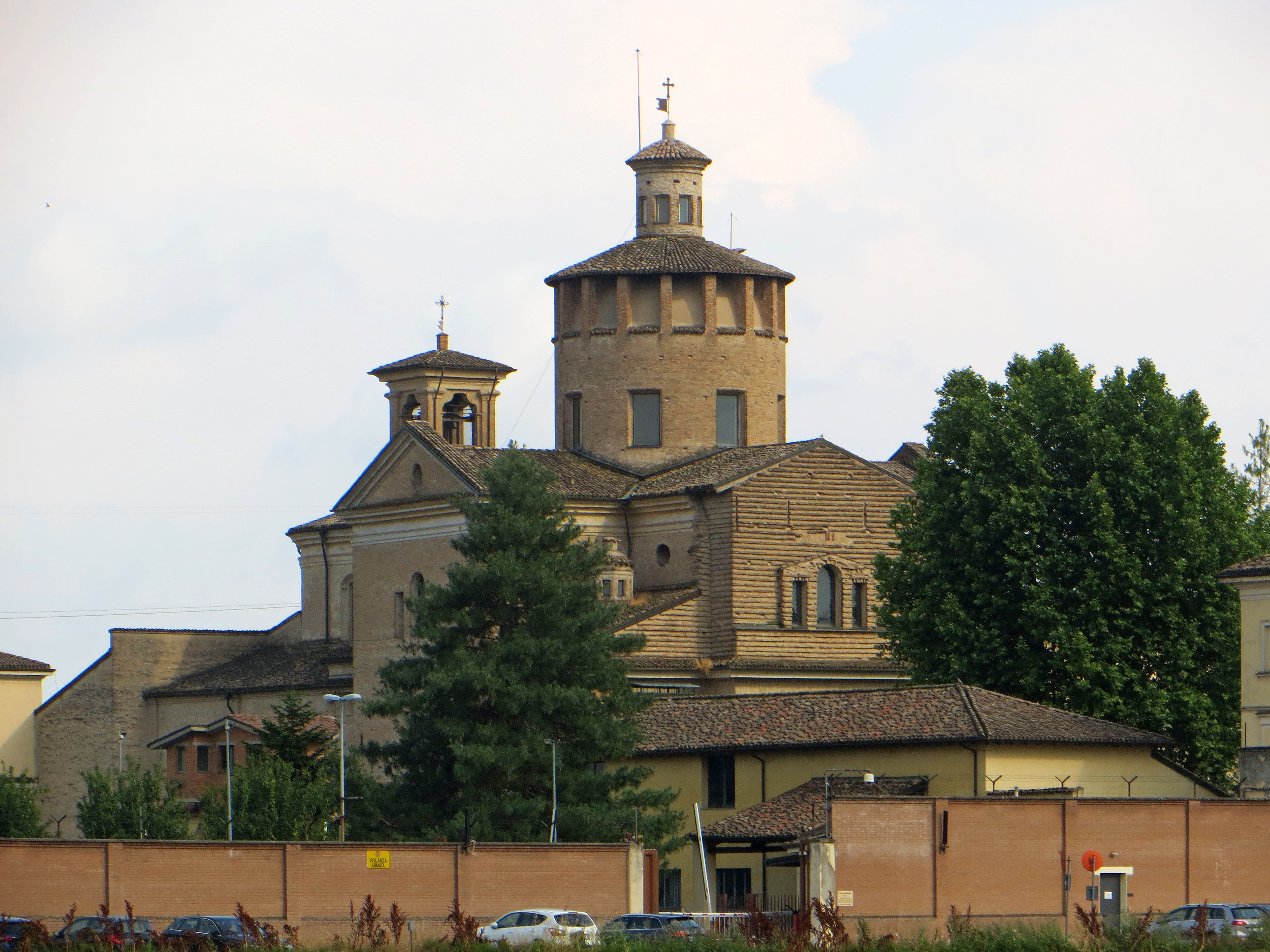
Chiesa di San Girolamo
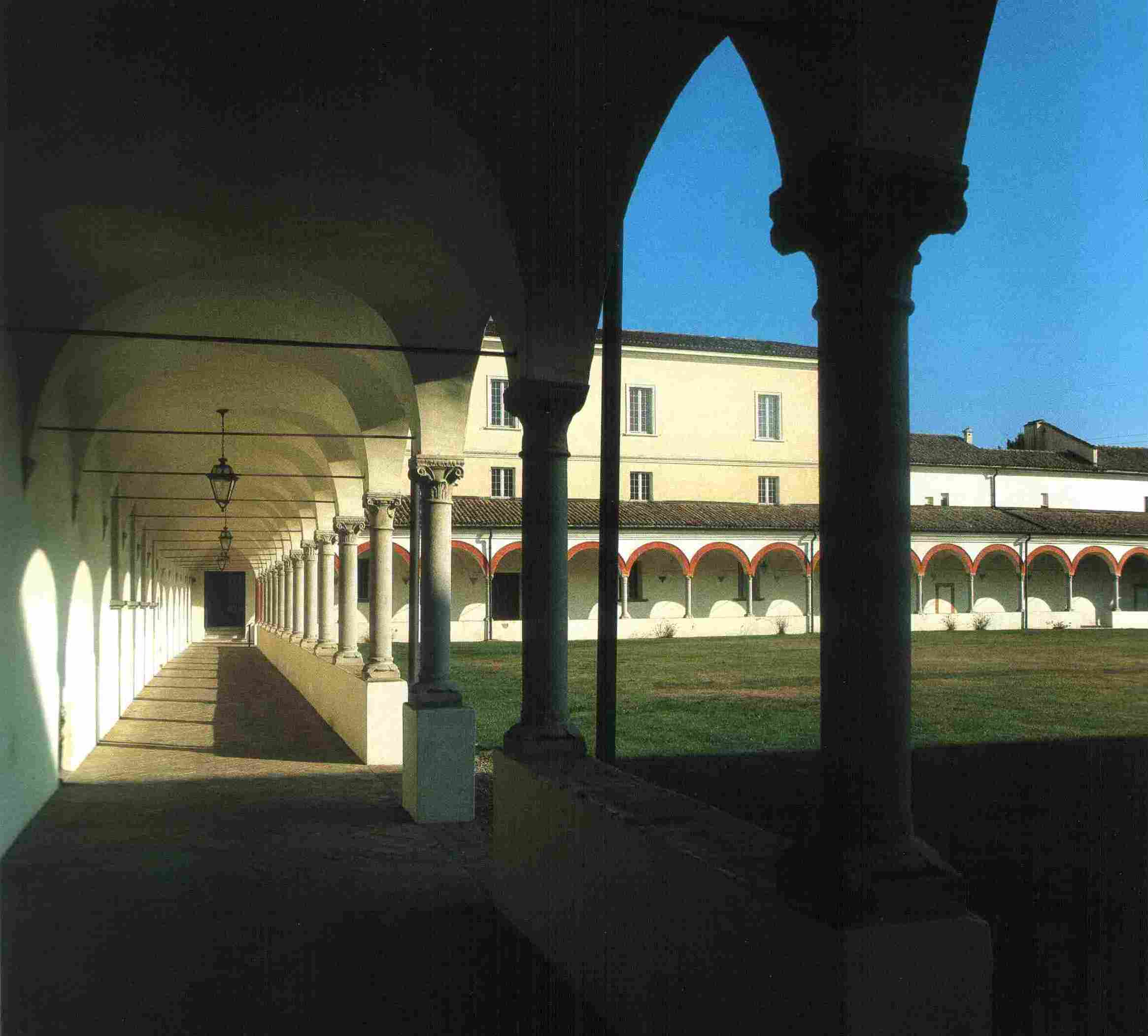
La galleria del chiostro grande
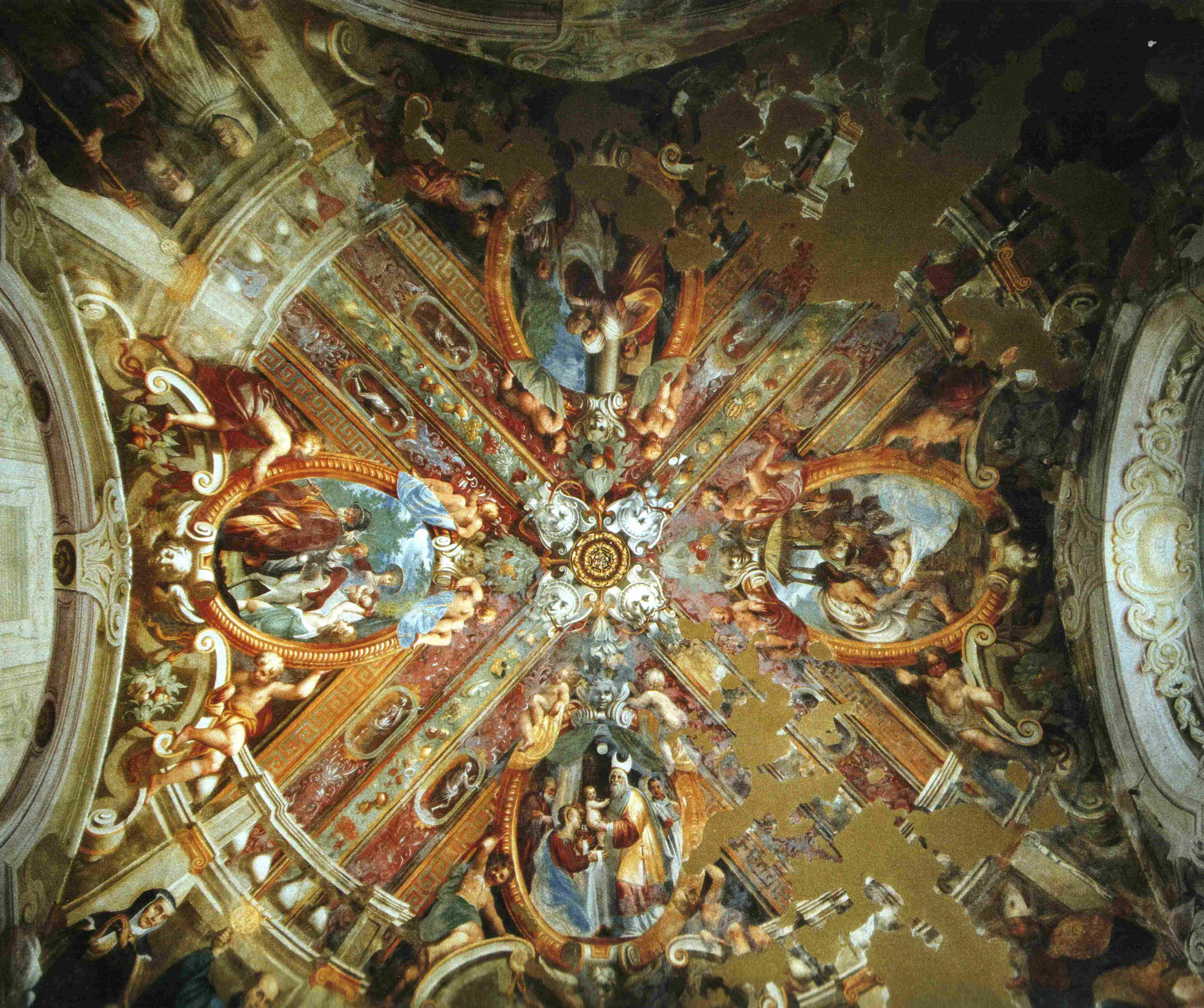
La volta della Sagrestia